# Gagan Gupta
Gagan Gupta est un homme d’affaires et investisseur indien spécialisé dans le développement industriel, les infrastructures, l’exploitation minière, l’énergie, la logistique et l’investissement durable en Afrique. Il est le fondateur et PDG d'Arise un groupe panafricain de premier plan dans les infrastructures et la logistique, opérant dans treize pays,,,.
Au-delà de son rôle chez Arise, il est le fondateur et président d'Equitane, une société d'investissement de quatre milliards de dollars d'actifs, ainsi que de Spiro, la première entreprise de mobilité électrique en Afrique,.

## Jeunesse et formation
Né le 10 mai 1975 au Rajasthan, en Inde, Gagan Gupta est titulaire d’un Bachelor of Commerce de l'Université de Delhi et a obtenu un classement national de l'Institute of Chartered Accountants of India (en)(ICAI),,.

## Carrière

### Début de carrière
Il commence sa carrière en tant qu'expert-comptable agréé et contrôleur de gestion, dans les départements financiers des filiales indiennes de Reebok et de Reckitt Benckiser en Inde,.
En 2008, il rejoint Olam International Limited où il est nommé à la tête des opérations de la société au Gabon.
En 2010, il est successivement nommé Country manager, Directeur des opérations du groupe en Afrique centrale et Directeur du développement commercial chez Olam International,.
La même année, il initie un partenariat public-privé (PPP) avec le gouvernement gabonais, mettant en oeuvre des projets majeurs pour accélérer l'industrialisation et le developpement des infrastructures. Ces PPP se repartissent dans trois domaines :
- Agriculture : création de la plus grande plantation d’huile de palme vierge d’Afrique (60 000 ha) et d’une des plus grandes plantations d’hévéas (10 000 ha)[13],[14],[15].
- Développement industriel : mise en place de la Zone économique spéciale de Nkok (GSEZ) au Gabon, premier hub industriel neutre en carbone d’Afrique[16],[17],[18].

- Infrastructures logistiques : création du port minéralier d’Owendo, du nouveau port international d’Owendo et modernisation de l’aéroport international de Libreville[16].

### Fondation d'Arise
En 2018, Gagan Gupta fonde Arise, une entreprise spécialisée dans le développement de plateformes industrielles intégrées, de ports et d’infrastructures de grande envergure à travers l’Afrique,.
Arise est structurée en trois divisions principales :
- Arise Integrated Industrial Platforms (IIP) développe des parcs industriels dans plusieurs pays africain. Parmi ses projets en cours en 2025, se trouve une zone industrielle de 150 millions de dollars au Malawi[22]. Le projet doit créer 132 000 emplois directs et 26 000 emplois indirects[23].
- Arise Ports & Logistics (P&L) est spécialisée dans les opérations logistiques portuaires. Parmi ses actionnaires figurent A.P. Moller Capital (42,28 %), Olam International et Africa Finance Corporation[24].
- Arise Infrastructure Services (IS) est spécialisée dans toutes les autres infrastructures[25],[26].

En février 2021, Olam International conclu des accords définitifs avec Africa Transformation and Industrialization Fund (ATIF), un fonds d'investissement basé à Abu Dhabi et créé par des employés d'Arise. Les deux sociétés finalisent ainsi la cession des parts restantes d’Olam dans Arise IIP et IS,.
En octobre 2024, Arise IIP lève 443 millions de dollars pour financer son expansion, incluant 300 millions de dollars du Fonds pour le Développement des Exportations en Afrique (FEDA) et 143 millions de dollars d’Africa Finance Corporation (AFC). Avec ce financement, le capital total d’Arise IIP dépasse le milliard de dollars.
En 2025, Arise est présent en Côte d’Ivoire, Sierra Leone, Togo, Bénin, Nigeria, Gabon, Tchad, Congo, République Démocratique du Congo, Sénégal, Rwanda, Cameroun, Kenya et Malawi. L'entreprise a developpé un modèle permettant aux pays africains de mieux rentabiliser leur production de matières premières grâce à des investissements ciblés. En réduisant les exportations de matières premières brutes d'Afrique vers l'Asie et d’autres régions au profit d'une transformation locale, Arise contribue à réduire les émissions de carbone, à raccourcir les chaînes d'approvisionnement et à réorganiser les infrastructures logistiques nationales,.

### Expansion et diversification

#### Création d'Equitane
En 2024, Gagan Gupta rebaptise l'Africa Transformation and Industrialization Fund (ATIF) « Equitane ». Equitane est un conglomérat d’investissement multisectoriel dédié à l’industrialisation durable et à la transformation économique de l’Afrique. A la différence des fonds d’investissement traditionnels, Equitane fonctionne comme une structure d’investissement en capital permanent, privilégiant le développement à long terme plutôt que les rendements immédiats. Equitane opère dans 14 pays.
Le fonds comprend cinq activités principales :
- Les infrastructures : Equitane détient 24,08 % d’Arise IIP, soutenant l’expansion des hubs industriels et logistiques[5].

- La mobilité verte : L'entreprise est propriétaire de Spiro, leader africain de la mobilité électrique[7].
- L'industrie manufacturière : Equitane détient des investissements dans l’agro-industrie (coton, sucre), les produits pharmaceutiques et la céramique[7].
- L'exploitation minière : Equitane détient une participation minoritaire dans le projet de fer de Bélinga au Gabon[5].
- La finance : Un fonds d’investissement de 50 millions de dollars pour favoriser l’entrepreneuriat africain[5].

En mars 2025 Equitane entre à hauteur de 9.7 % au capital de Zanaga Iron Ore Company, opérateur du projet de fer de Zanaga en République du Congo. Cette opération à 21.5 millions de dollars permet le retrait de Glencore, jusqu'alors actionnaire majoritaire (43,17 %) inactif sur le projet. Le site de Zanaga, situé dans la région de Lékoumou, renferme une réserve éstimée à 2.1 milliards de tonnes de minerai de fer. L'opération permet aussi de relancer les études économiques et d'envisager la formation d'un consortium chargé de la construction des infrastructures clés, dont une ligne de chemin de fer de 300km reliant le gisement au port de Pointe-Noire.

#### Entrepreunariat dans le développement durable
Avec Equitane (anciennement fonds ATIF) Gagan Gupta fonde la start-up de véhicule électrique Spiro, spécialisée dans les motos électriques et les infrastructures de changement de batterie. En 2025, Spiro opère dans six pays africains: le Togo, le Benin, le Rwanda, le Kenya, l'Ouganda et le Nigeria,.
Equitane est aussi à l'origine de Solen, une entreprise centrée sur l'énergies solaire et le stockage d’électricité au Gabon, Bénin, Togo et Tchad. Solen exploite 50 MW de projets actifs et développe 300 MW supplémentaires,.
Gagan Gupta est aussi à l'origine de l'African Trade and Distribution Company (ATDC), pour renforcer le commerce intra-africain.
En 2021, Arise acquiert 35 % d'Aera Group, qui opère dans le marché des crédits carbone.
En 2023, Arise IIP prend 17,6 % de participation dans Crystalchain, une entreprise française spécialisée dans la transparence des chaînes d’approvisionnement via la blockchain.

## Vie privée
Gagan Gupta, est marié et père de deux enfants.
Pratiquant la course à pied, Gagan Gupta permet l'organisation du Marathon du Gabon en faisant d'Olam le premier sponsor officiel de cette compétition. L'épreuve fait partie en 2015 du circuit international des IAAF Road Race Label Events, dans la catégorie des « Labels de bronze ». En 2023, la course réunit 14 000 coureurs.

## Distinctions
En 2022, Gagan Gupta est nommé vice-président du Giants Club en reconnaissance de ses efforts pour favoriser une industrialisation durable et respectueuse de l'environnement, ainsi que pour la création de la première zone économique spéciale neutre en carbone (GSEZ) d'Afrique. Le Giants Club soutient les gouvernements africains dans la protection de leurs ressources naturelles et promeut le développement économique,.